# Cigne mut
El cigne mut (Cygnus olor) és una espècie d'ocell de la família dels anàtids que fa uns 140-160 cm de llargada i uns 220 cm d'envergadura alar.
El bec és vermellós ataronjat i té un tubercle negre molt evident a la base. El coll és llarg i corbat, i s'estira quan està en vol. El plomatge dels cignes joves és gris i va canviant cap al blanc després del primer hivern.

## Etimologia
Cygnus deriva del llatí cygnus “cigne” (al mateix temps derivat del grec kýknos "cigne") [consagrat a Apol·lo]. Diversos herois mitològics duen el nom de Cicne, del mateix significat:
• El més antic sembla que és un fill de Posidó i de Càlice. La seva llegenda pertany al cicle Troià. Aliat dels troians, Cicne era invulnerable; però Aquil·les l'ofegà sota el seu pes i Cicne, per gràcia del seu pare, va transformar-se en cigne.
• Un altre heroi del mateix nom és un rei de Liguria, amic de Faetont, que plorava la seva mort quan Zeus el va haver de fulminar i que fou transformat en cigne. Apol·Lo havia dotat aquest Cicne d'una veu melodiosa, això explica els cants dels cignes quan han de morir.
• Una llegenda d'un cigne fa aparèixer un tal Cicne, fill d'Apol·lo i de Tíria. Era molt bell, però també capriciós i esquerp, de tal manera que va decebre successivament totes les enamorades. Deshonrat i sol, finalment, va llançar-se a u llac amb la seva mare i Apol·Lo, apiadant-se d'ells, els transformà en cignes.
• I un dels relats més famosos, és l'explicat per Ovidi en les Metamorfosis: l'amor de Zeus i Leda. Zeus per unir-se a Leda es transformà en cigne.

## Alimentació

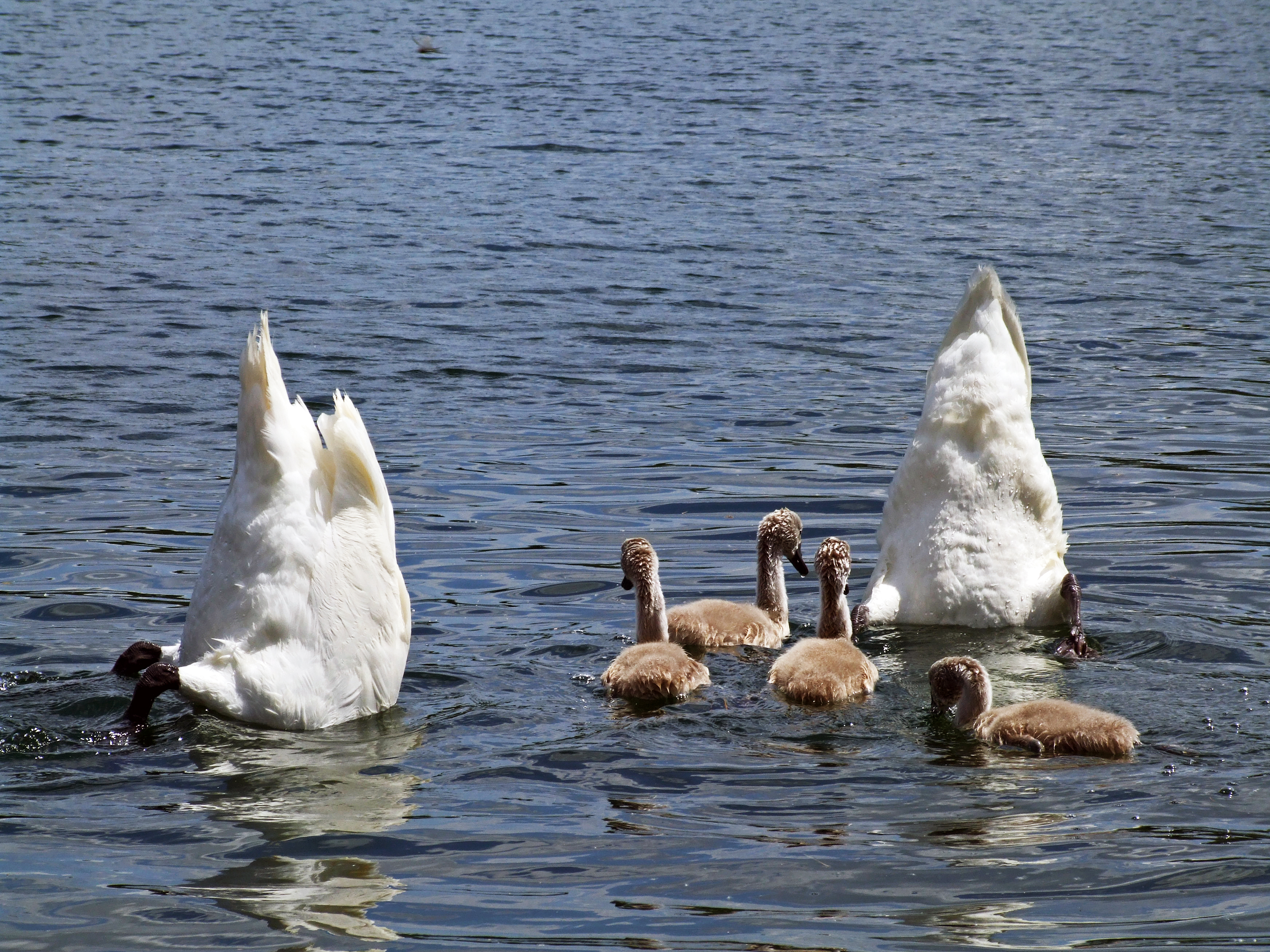
Cigne mut

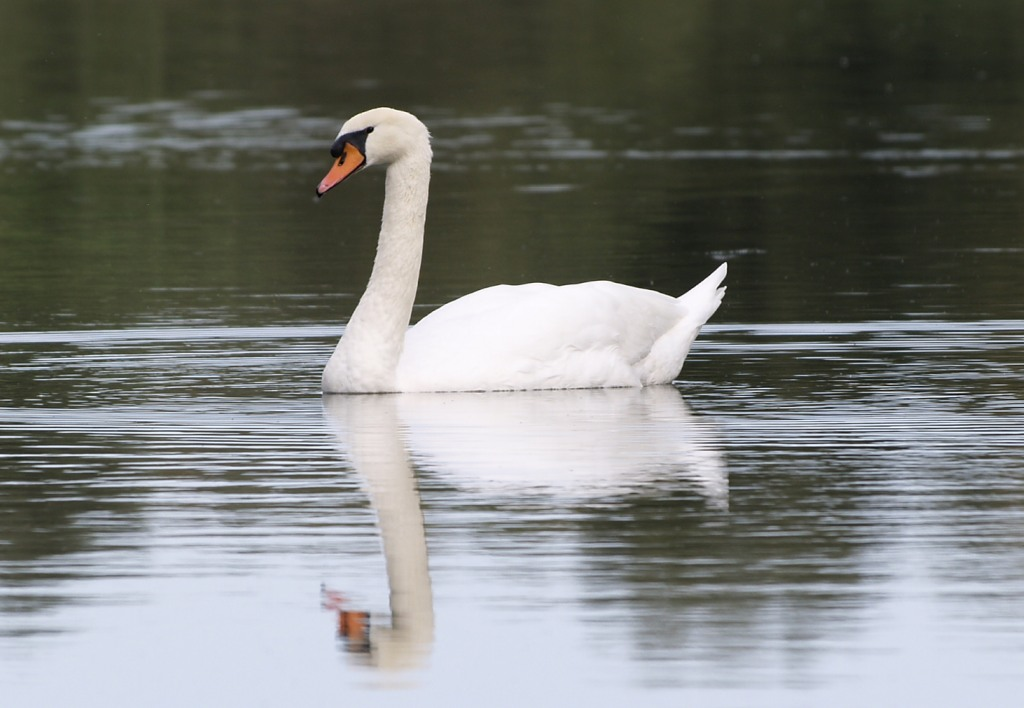
Cigne mut nedant al riu Segre

Els exemplars adults requereixen menjar diàriament uns quatre quilos de vegetals frescos.

## Reproducció
El mascle i la femella fan el niu fora de l'aigua amb canyes i herbes. Entre abril i maig la femella pon de 8-12 ous de color gris clar, verd clar o blau verdós. Els ous són incubats uns 36 dies per la femella mentre el mascle vigila el territori. Un cop neixen els pollets van a l'aigua de seguida. Són criats pels dos pares i sovint pugen a l'esquena dels adults. Comencen a volar cap als 4 o 5 mesos i es queden amb els pares fins a la primavera següent.

## Hàbitat
Viu en estat salvatge en algunes zones d'Europa i Àsia en aiguamolls, rius o estanys. A l'hivern en aigües marítimes, aiguamolls i zones costaneres.
Als Països Catalans, la seva presència es donava antigament de forma esporàdica a l'hivern. Més tard va ésser introduït als Aiguamolls de l'Empordà i l'aiguabarreig del Segre-Cinca, tot i que actualment ja es pot trobar de forma irregular a qualsevol aiguamoll de Catalunya, a causa de les poblacions semidomèstiques de parcs, rius urbans i camps de golf de les quals se n'han escapat individus. Són més rars a la Catalunya Nord, el País Valencià i les Balears. En total hi ha unes 20 parelles en estat salvatge i està en expansió.

## Costums
Acostuma a moure's nedant amb elegància, silenci i tranquil·litat. Quan nidifica, el mascle es mostra agressiu, ja que és molt territorial; si algú s'apropa al niu neda ràpidament sobre l'aigua allargant el coll i batent les ales a la vegada que emet un xiulet sorollós.

## Enllaços externs

[http://www.xeno-canto.org/sounds/uploaded/VXZDHTKCBO/Muteswanhiss2.mp3 Cant